# Домингес, Хорхе (футболист)
Хо́рхе Ка́рлос Альбе́рто Доми́нгес (исп. Jorge Carlos Alberto Domínguez; 7 марта 1959, Буэнос-Айрес — 30 июля 2023) — аргентинский футболист, играл на позиции нападающего.

## Биография

### Клубная карьера
Дебютировал за «Боку Хуниорс» в 1978 году в матче с «Унионом» из Санта-Фе и это был его единственный матч в том сезоне. В следующем году Домингес перешёл в «Химнастию и Эсгриму» из Ла-Платы, в которой он высоко проявил себя. За «Химнасию и Эсгриму» сыграл 91 матч и забил 41 гол.
В 1983 году Домингес вернулся в состав «Боки Хуниорс» и в первом сезоне после возвращения показал высокую результативность за 35 матчей и забил 19 голов. Покинув «Боку», играл во Франции за «Ниццу», «Тулон», «Ним» и «Тур».
Вернувшись на родину в течение некоторого времени играл за «Текстиль Мандийю» и «Депортиво Лаферрере» и в 1992 году закончил карьеру.

### Карьера в сборной
За сборную Аргентины сыграл 3 матча и не забил голов.

### Деятельность
Занимал пост генерального секретаря в Аргентинском союзе футболистов. Его деятельность была направлена на защиту прав игроков и улучшений общих условий труда.

### Смерть
Скончался 30 июля 2023 года в возрасте 64 лет.